# Artrosis

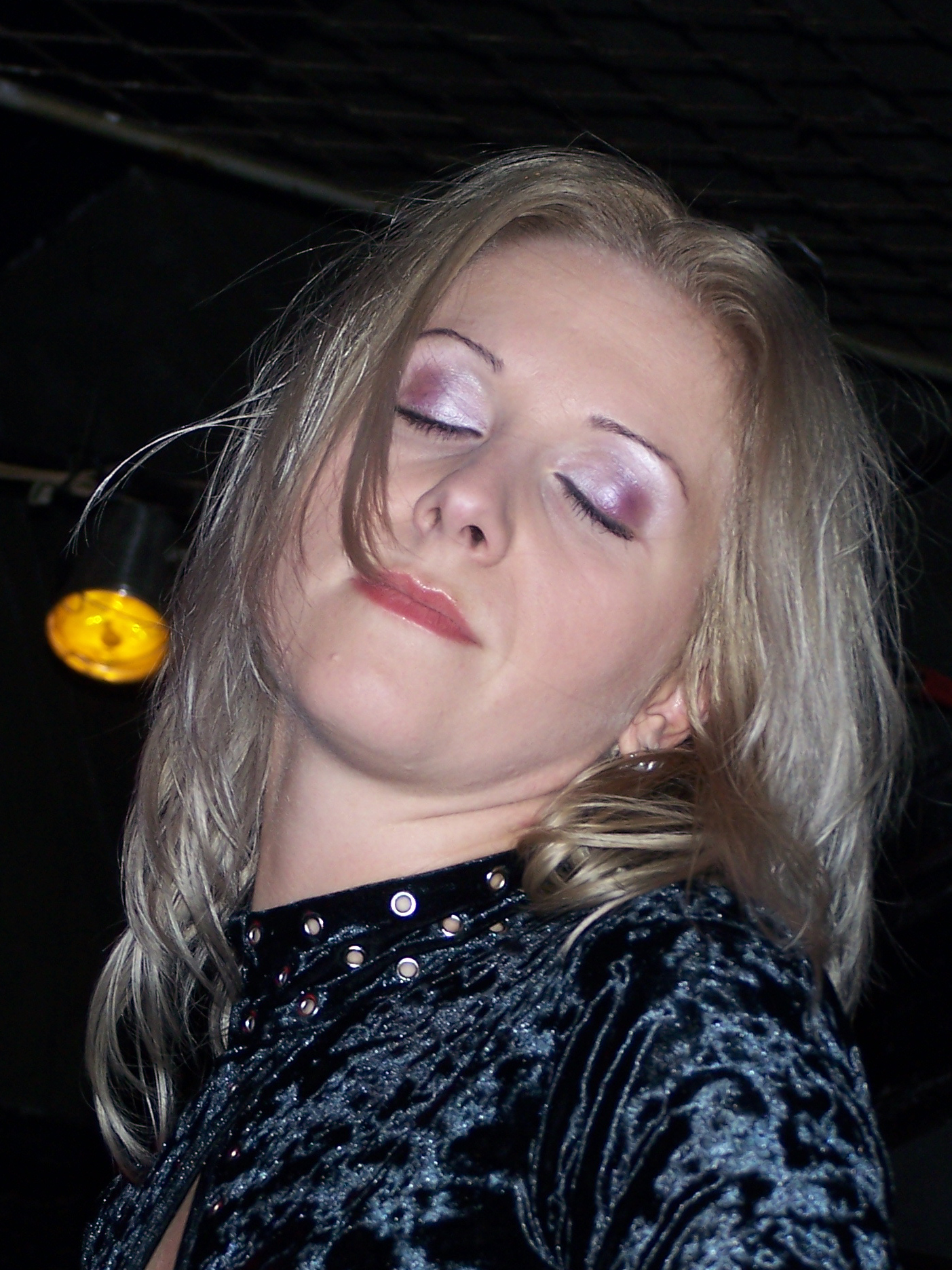
Magdalena Stupkiewicz-Dobosz

Artrosis is een Poolse gothicmetalband.

## Artiesten
- Magdalena "Medeah" Stupkiewicz-Dobosz – vocalist, toetsenist (1995-)
- Maciej Niedzielski – toetsenist (1995-2005, 2011-)
- Rafał "Grunthell" Grunt – gitarist (1999-2002, 2011-)
- Piotr Milczarek – bassist (2011-)

## Vroegere leden
- Krzysztof "Chris" Białas – gitarist (1995-1999)
- Mariusz "Mario" Kuszewski – gitarist (2003-2004)
- Krystian "MacKozer" Kozerawski – gitarist (2002-2010)
- Marcin Pendowski – bassist (1998-2001)
- Remigiusz "Remo" Mielczarek – bassist (2002-2010)
- Łukasz "Migdał" Migdalski – toetsenist (2005-2010)
- Konrad "Lombardo" Biczak – drums (2005-2006)
- Paweł "Świcol" Świca – drums (2006-2010)

## Discografie
- 1998 - Hidden Dimension (Hall Of Sermon)
- 1999 - Pośród Kwiatów I Cieni (In het midden van bloemenen en schaduwen)
- 2000 - In The Flower's Shade (Metal Mind Productions)
- 2001 - Koncert W Trójce (Concert met zijn drieën) (Metal Mind Productions)
- 2001 - W Imię Nocy (In De naam van de Nacht) (Metal Mind Productions)
- 2001 - Fetish (Metal Mind Productions)
- 2002 - Melange (Metal Mind Productions)
- 1997 - Ukryty Wymiar (Morbid Noizz)